# Rami Heuberger

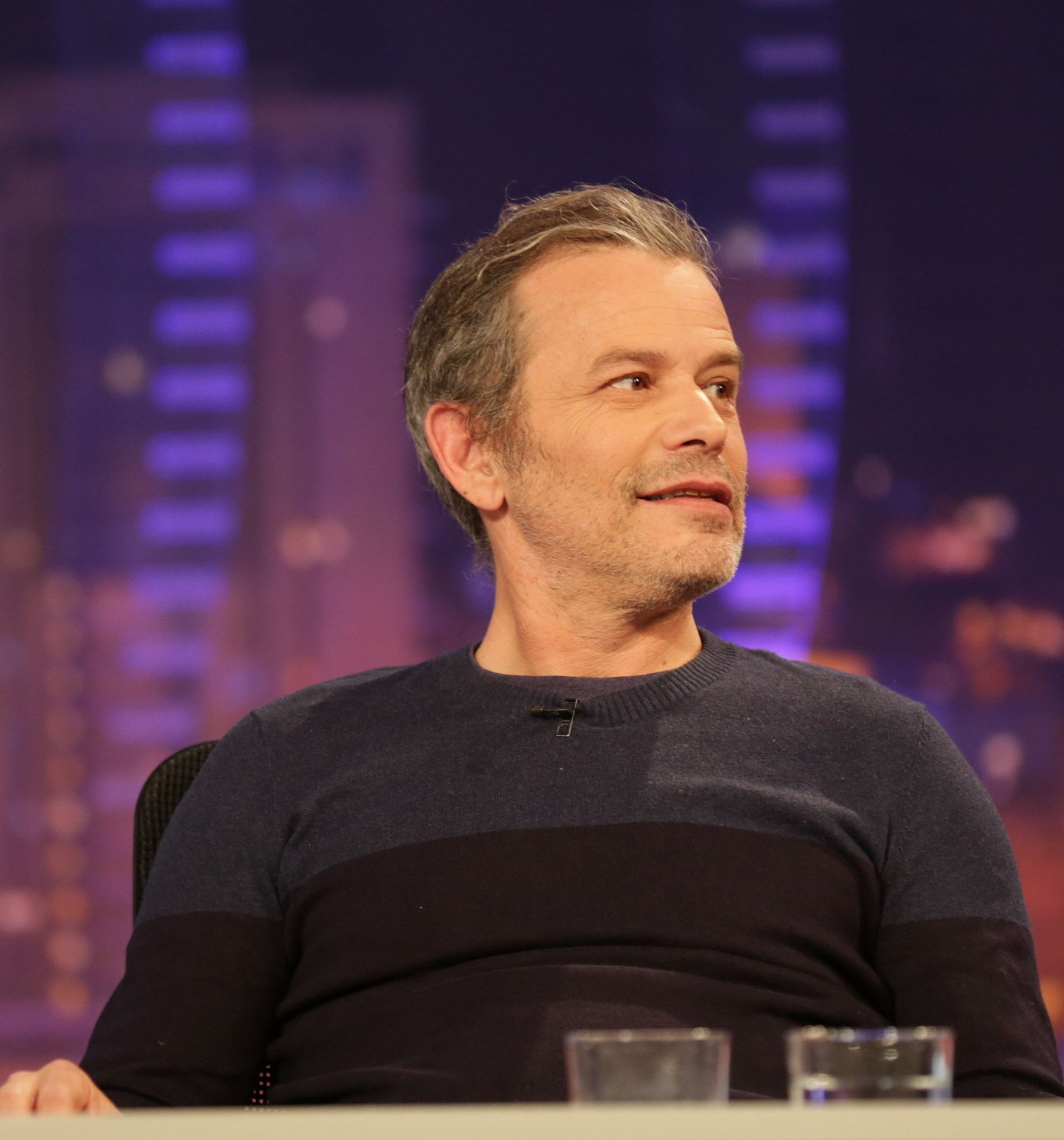
Rami Heuberger

Rami Heuberger (hebräisch רמי הויברגר; * 12. Januar 1963 in Tel Aviv) ist ein israelischer Schauspieler.

## Leben
Heuberger studierte Schauspiel bei Nissan Nativ in Tel Aviv.
2006 wurde er für den Ophir Award nominiert.
2011 begann er, die Fiction-Serie des israelischen Premierministers zu spielen "Children of the Prime Minister" in Hot.
Sein Bruder ist der Schauspieler Gal Heuberger.

## Filmografie (Auswahl)
- 1993: Schindlers Liste (Schindler’s List)
- 2005: BeTipul
- 2012: Ende der Schonzeit
- 2014: Dawn
- 2019: The Art of Waiting (Neffilot)
- 2020–2022: Manayek – Die Verräter (Manayek, Fernsehserie, 20 Folgen)